# Liste de bombardiers

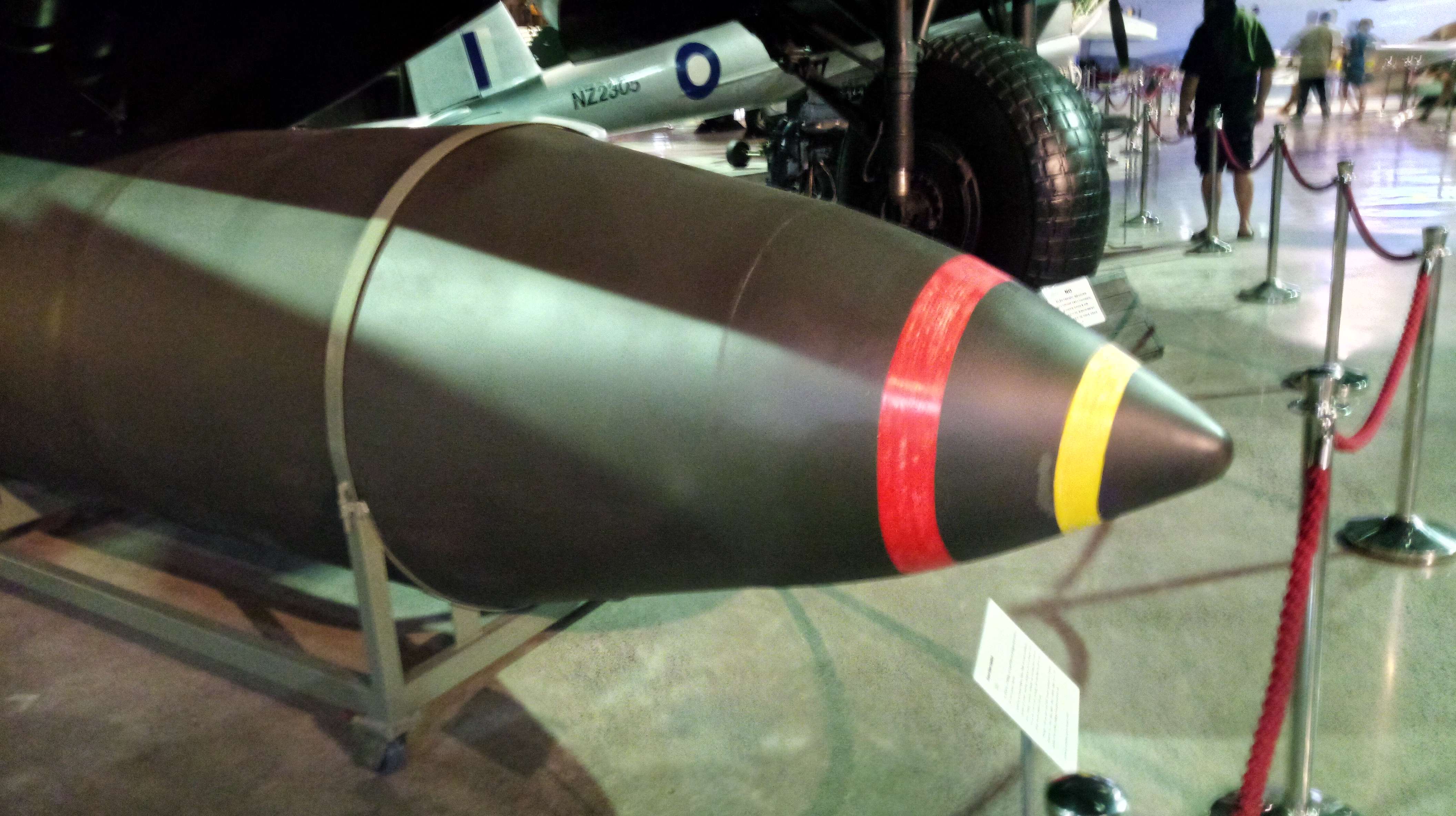
Bombe habituellement chargée sur les bombardiers Avro Lancaster durant la seconde guerre mondiale

Liste des bombardiers classée par période, pays d'origine, et constructeur.

## 1914-1918
- France
  - Breguet Type IV
  - Breguet Bre 5
  - Breguet 6
  - Breguet 14 (bombardier/reconnaissance)
  - Breguet 16 (bombardier de nuit)
  - Caudron G.4
  - Caudron R.4 (bombardier/reconnaissance)
  - Farman F.40 (bombardier/reconnaissance)
  - Farman F.50 (bombardier de nuit)
  - Voisin III
  - Voisin V
  - Voisin X

- Empire allemand
  - AEG G.I
  - AEG G.II
  - AEG G.III
  - AEG G.IV
  - AEG G.V
  - AEG N.I
  - AEG R.I
  - Albatros C.III
  - Friedrichshafen FF.41 (en)
  - Friedrichshafen G.II
  - Friedrichshafen G.III
  - Friedrichshafen G.IV (en)
  - Gotha G (bombardier lourd)
    - Gotha G.II
    - Gotha G.V

  - Linke-Hofmann R.I (prototype)
  - Rumpler G.I (bombardier lourd)
  - Rumpler Taube
  - Zeppelin-Staaken R.VI (bombardier lourd)

- Royaume d'Italie
  - Caproni Ca.1 (bombardier lourd)
  - Caproni Ca.2 (bombardier lourd)
  - Caproni Ca.3 (bombardier lourd)
  - Caproni Ca.4 (bombardier lourd)
  - Caproni Ca.5 (bombardier lourd)

- Empire russe
  - Ilia Mouromets (bombardier lourd)

- États-Unis
  - Curtiss Model H (patrouilleur maritime)

- Royaume-Uni
  - Avro 504 (bombardier léger)
  - Airco DH.3 (bombardier lourd)
  - Airco DH.4 (bombardier moyen)
  - Airco DH.9 (bombardier moyen)
  - Airco DH.9A (bombardier moyen)
  - Airco DH.10 "Amiens" (bombardier lourd)
  - Armstrong Whitworth F.K.8 (bombardier léger)
  - Blackburn Kangaroo (bombardier lourd)
  - Felixstowe F.2 (patrouilleur maritime)
  - Felixstowe F.3 (patrouilleur maritime)
  - Felixstowe F.5 (patrouilleur maritime)
  - Handley Page Type O (bombardier lourd)
  - Handley Page V/1500 (bombardier lourd)
  - Royal Aircraft Factory F.E.2
  - Royal Aircraft Factory R.E.5 (en)
  - Royal Aircraft Factory R.E.7 (bombardier/reconnaissance)
  - Royal Aircraft Factory R.E.8 (bombardier/reconnaissance)
  - Short Bomber (bombardier lourd)
  - Short Type 184 (hydravion bombardier)
  - Sopwith 1½ Strutter (bombardier léger)
  - Sopwith Cuckoo (bombardier torpilleur)
  - Vickers Vimy (bombardier lourd)

## 1919-1935
- Tchécoslovaquie
  - Aero A.12 (bombardier/reconnaissance)
  - Aero A.11 (bombardier/reconnaissance)
  - Aero A.42
  - Aero A.100 (bombardier/reconnaissance)
  - Letov Š-1
  - Letov Š-328

- France
  - ANF Les Mureaux 110 (bombardier/reconnaissance)
  - Bloch MB.200 (bombardier moyen)
  - Potez 540 (bombardier/reconnaissance)

- Allemagne
  - Dornier Do N (en)
  - Dornier Do 11 (bombardier moyen)
  - Dornier Do 23 (bombardier moyen)
  - Focke-Wulf Fw 42 (en) (bombardier moyen)
  - Junkers Ju 52 (bombardier/transport)

- Italie
  - Breda Ba.64 (en) (bombardier léger)
  - Caproni A.P.1 (en) (bombardier léger)
  - Caproni Ca.101 (bombardier/transport)
  - Fiat BR

- Japon
  - Aichi D1A (bombardier en piqué)
  - Mitsubishi B2M (bombardier torpilleur)
  - Mitsubishi Ki-2 (bombardier moyen)

- Pays-Bas
  - Fokker T.IV (patrouilleur maritime)

- Royaume-Uni
  - Armstrong Whitworth Atlas (bombardier léger)
  - Blackburn Baffin (bombardier torpilleur)
  - Blackburn Dart (bombardier torpilleur)
  - Blackburn Iris (patrouilleur maritime)
  - Blackburn Ripon (bombardier torpilleur)
  - Blackburn Shark (bombardier torpilleur)
  - Blackburn Skua (bombardier en piqué)
  - Boulton Paul Sidestrand (bombardier moyen)
  - Boulton Paul Overstrand (bombardier moyen)
  - Fairey III (bombardier léger)
  - Fairey Fawn (bombardier léger)
  - Fairey Fox (bombardier léger)
  - Fairey Gordon (bombardier léger)
  - Fairey Hendon (bombardier lourd)
  - Handley Page Hinaidi (bombardier lourd)
  - Handley Page Hyderabad (bombardier lourd)
  - Handley Page Heyford (bombardier lourd)
  - Hawker Hart (bombardier léger)
  - Hawker Hind (bombardier léger)
  - Hawker Horsley (bombardier moyen)
  - Saro London (patrouilleur maritime)
  - Short Singapore (patrouilleur maritime)
  - Supermarine Southampton (patrouilleur maritime)
  - Vickers Valentia (bombardier/transport)
  - Vickers Vildebeest (bombardier torpilleur)
  - Vickers Virginia (bombardier lourd)
  - Westland Wapiti (bombardier léger)

- États-Unis
  - de Havilland DH4 (bombardier léger)
  - Boeing B-9 (bombardier moyen)
  - Consolidated P2Y (patrouilleur maritime)
  - Curtiss A-3 Falcon (attaque/bombardier léger)
  - Curtiss A-4 Falcon (attaque/bombardier léger)
  - Curtiss A-5 Falcon (attaque/bombardier léger)
  - Curtiss Falcon (attaque/bombardier léger)
  - Curtiss A-8 Shrike (attaque/bombardier léger)
  - Curtiss A-12 Shrike (attaque/bombardier léger)
  - Curtiss A-14 Shrike (en) (attaque/bombardier léger)
  - Curtiss A-18 Shrike (attaque/bombardier léger)
  - Curtiss A-25 Shrike (attaque/bombardier léger)
  - Curtiss A-40
  - Douglas DT (bombardier torpilleur)
  - Curtiss B-2 Condor (bombardier lourd)
  - Curtiss T-32 Condor II (bombardier/transport)
  - Curtiss CS (bombardier torpilleur)
  - Curtiss BF2C Goshawk (chasseur bombardier)
  - Great Lakes BG (bombardier en piqué)
  - Handley Page Type O (bombardier lourd)
  - Huff-Daland XB-1
  - Keystone B-3 (bombardier léger)
  - Keystone B-4 (bombardier léger)
  - Keystone B-5 (bombardier léger)
  - Keystone B-6 (bombardier léger)
  - Martin B-10 (bombardier moyen)
  - Martin NBS-1 (bombardier de nuit)
  - Martin MBT/MT
  - Martin T3M (bombardier torpilleur)
  - Martin T4M (bombardier torpilleur)

- Union soviétique
  - Polikarpov R-5 (bombardier/reconnaissance)
  - Tupolev TB-1 (bombardier lourd)

## 1936-1945
- Australie
  - CAC CA-11 (bombardier léger) - n'entra pas en service

- Tchécoslovaquie
  - Aero A.304

- France
  - Amiot 143M (bombardier moyen)
  - Amiot 354 (bombardier moyen)
  - Bloch 131 (bombardier/reconnaissance)
  - Bloch 174 (bombardier/reconnaissance)
  - Breguet 691 (attaque au sol)
  - Farman F.222 (bombardier lourd)
  - Latécoère 298 (bombardier torpilleur)
  - LeO 451 (bombardier moyen)
  - Potez 630 (bombardier léger)

- Italie
  - Breda Ba.65 (attaque au sol)
  - Breda Ba.88 (attaque au sol)
  - CANT Z.501 (patrouilleur maritime)
  - CANT Z.506 (patrouilleur maritime)
  - CANT Z.1007 (bombardier moyen)
  - CANT Z.1018 (bombardier moyen)
  - Caproni Ca.310 (bombardier/reconnaissance)
  - Caproni Ca.311 (bombardier/reconnaissance)
  - Caproni Ca.313 (en) (bombardier/reconnaissance)
  - Caproni Ca.314 (en) (bombardier torpilleur)
  - Caproni Ca.316 (en) (patrouilleur maritime)
  - Fiat Br.20 (bombardier moyen)
  - Fiat CANSA FC.20 bis (attaque au sol)
  - Fiat RS.14 (patrouilleur maritime)
  - Xian H-8 (en) (patrouilleur maritime)
  - Piaggio P.108 (bombardier lourd)
  - Piaggio P.133 (bombardier lourd)
  - Savoia-Marchetti SM.79 (bombardier moyen/torpilleur)
  - Savoia-Marchetti SM.81 (bombardier/transport)
  - Savoia-Marchetti SM.82 (bombardier/transport)
  - Savoia-Marchetti SM.84 (bombardier moyen/torpilleur)
  - Savoia-Marchetti SM.95 (bombardier lourd)

- Japon
  - Aichi B7A Ryusei (bombardier en piqué/torpilleur)
  - Aichi D3A (bombardier en piqué)
  - Aichi M6A Seiran (bombardier torpilleur)
  - Kawasaki Ki-32 (bombardier léger)
  - Kawasaki Ki-48 (bombardier léger)
  - Kawanishi H6K (patrouilleur maritime)
  - Kawanishi H8K (patrouilleur maritime)
  - Mitsubishi G3M (bombardier longue distance)
  - Mitsubishi G4M (bombardier moyen)
  - Mitsubishi Ki-21 (bombardier moyen)
  - Mitsubishi Ki-51 (bombardier léger en piqué)
  - Mitsubishi Ki-67 Hiryu (bombardier moyen)
  - Nakajima B5N (bombardier torpilleur)
  - Nakajima B6N Tenzan (bombardier torpilleur)
  - Nakajima G5N Shinzan (bombardier lourd)
  - Nakajima G8N Renzan (bombardier lourd)
  - Nakajima G10N Fugaku (bombardier lourd)
  - Nakajima Ki-49 Donryu (bombardier moyen)
  - Yokosuka D4Y Suisei (bombardier en piqué)
  - Yokosuka P1Y Ginga (bombardier moyen)

- Pays-Bas
  - Fokker T.V
  - Fokker T.VIII (bombardier torpilleur)

- Allemagne nazie
  - Arado Ar 234 (bombardier/reconnaissance)
  - Dornier Do 17 (bombardier moyen)
  - Dornier Do 22 (bombardier torpilleur)
  - Dornier Do 23 (bombardier moyen)
  - Dornier Do 24 (patrouilleur maritime)
  - Dornier Do 215 (bombardier moyen)
  - Dornier Do 217 (bombardier lourd)
  - Fieseler Fi 167 (bombardier torpilleur)
  - Focke-Wulf Fw 200 Condor (patrouilleur maritime/transport)
  - Focke-Wulf Fw 300 (en) seulement du projet Amerika Bomber
  - Focke-Wulf Ta 400 (en) Amerika Bomber - projet
  - Heinkel He 50 (bombardier en piqué)
  - Heinkel He 59 (bombardier torpilleur)
  - Heinkel He 70 (bombardier/reconnaissance)
  - Heinkel He 111 (bombardier moyen)
  - Heinkel He 115 (patrouilleur maritime/torpilleur)
  - Heinkel He 177
  - Heinkel He 274 deux prototypes construits en France après guerre
  - Heinkel He 277 Amerika Bomber - projet
  - Henschel Hs 123 (bombardier en piqué)
  - Junkers Ju 86 (bombardier/reconnaissance)
  - Junkers Ju 87 Stuka (bombardier en piqué)
  - Junkers Ju 88 (bombardier moyen/bombardier en piqué)
  - Junkers Ju 89 (bombardier lourd)
  - Junkers Ju 188 (bombardier moyen)
  - Junkers Ju 287 - prototypes
  - Junkers Ju 288 - prototypes
  - Junkers Ju 290 (patrouilleur maritime/bombardier lourd)
  - Junkers Ju 388 (bombardier/reconnaissance)
  - Junkers Ju 488 - prototypes
  - Junkers Ju 390 Amerika Bomber (bombardier lourd/transport, 2 prototypes construits, pas mis en service)
  - Messerschmitt Me 262 Schwalbe (chasseur bombardier)
  - Messerschmitt Me 264 Amerika Bomber (patrouilleur maritime/bombardier lourd), 3 prototypes construits)

- Pologne
  - LWS-6 Zubr (bombardier moyen)
  - PZL.23 Karaś (bombardier léger)
  - PZL.37 Łoś (bombardier moyen)
  - PZL.43 Karaś (bombardier léger)

- Suède
  - Saab 17 (bombardier en piqué)
  - Saab 18 (bombardier moyen)

- Royaume-Uni
  - Armstrong Whitworth Albemarle (bombardier/transport)
  - Armstrong Whitworth Whitley (bombardier moyen)
  - Avro Anson (bombardier léger)
  - Avro Lancaster (bombardier lourd)
  - Avro Manchester (bombardier moyen/lourd)
  - Blackburn Botha (bombardier torpilleur)
  - Blackburn Skua (bombardier en piqué/chasseur)
  - Bristol Beaufort (bombardier torpilleur)
  - Bristol Bombay (bombardier/transport)
  - Bristol Blenheim (bombardier léger)
  - De Havilland Mosquito (bombardier moyen)
  - Fairey Albacore (bombardier torpilleur)
  - Fairey Barracuda (bombardier torpilleur)
  - Fairey Battle (bombardier léger)
  - Fairey Gordon (bombardier léger)
  - Fairey Swordfish (bombardier torpilleur)
  - Handley Page Halifax (bombardier lourd)
  - Handley Page Hampden/Hereford (bombardier moyen)
  - Handley Page Harrow (bombardier/transport)
  - Short Stirling (bombardier lourd)
  - Short Sunderland (hydravion patrouilleur)
  - Vickers Warwick (bombardier maritime)
  - Vickers Wellington (bombardier moyen)
  - Vickers Wellesley (bombardier léger)

- États-Unis
  - Boeing B-17 Flying Fortress (bombardier lourd)
  - Boeing B-29 Superfortress (bombardier lourd)
  - Boeing XB-15 (bombardier lourd) - prototype
  - Boeing XF8B (chasseur bombardier) - prototypes
  - Brewster SB2A Buccaneer (bombardier/reconnaissance) - prototype
  - Consolidated B-24 Liberator (bombardier lourd)
  - Consolidated B-32 Dominator (bombardier lourd)
  - Consolidated PBY (patrouilleur maritime)
  - Consolidated PB2Y Coronado (patrouilleur maritime)
  - Consolidated Privateer (patrouilleur maritime)
  - Curtiss SB2C Helldiver (bombardier en piqué)
  - Curtiss SBC (bombardier en piqué)
  - Curtiss XBTC (bombardier torpilleur)
  - Douglas A-20 Havoc (bombardier moyen)
  - Douglas A-26 Invader (bombardier moyen)
  - Douglas B-18 Bolo (bombardier moyen)
  - Douglas XB-19 (bombardier lourd) - prototype
  - Douglas XB-22 (bombardier moyen) - projet
  - Douglas B-23 Dragon (bombardier moyen)
  - Douglas Dauntless (bombardier en piqué)
  - Douglas Devastator (bombardier torpilleur)
  - Douglas BTD Destroyer (bombardier en piqué/torpilleur) - prototype
  - Douglas TB2D Skypirate (bombardier torpilleur) - prototype
  - Grumman Avenger (bombardier torpilleur)
  - Grumman XTB2F (bombardier torpilleur) - projet
  - Hall XPTBH (bombardier torpilleur)
  - Lockheed A-29 Hudson (bombardier moyen/patrouilleur maritime)
  - Lockheed Ventura (bombardier moyen/patrouilleur maritime)
  - Lockheed XB-30 (bombardier lourd) - projet
  - Martin B-26 Marauder (bombardier moyen)
  - Martin Baltimore (bombardier moyen)
  - Martin PBM Mariner (patrouilleur maritime)
  - Martin Maryland (bombardier léger/reconnaissance)
  - Martin XB-33 Super Marauder (medium/heavy bomber) - projet
  - North American XB-21 (bombardier moyen) - prototype
  - North American B-25 Mitchell (bombardier moyen)
  - North American XB-28 (bombardier moyen) - prototype
  - Northrop A-17 (bombardier en piqué)
  - Republic P-47 (chasseur bombardier)
  - Vought SB2U Vindicator (bombardier en piqué)
  - Vought TBU Sea Wolf (bombardier torpilleur)
  - Vultee A-35 Vengeance (bombardier en piqué)

- Union soviétique
  - Archangelski Ar-2 (en) (bombardier en piqué)
  - Beriev MBR-2 (patrouilleur maritime)
  - Beriev Be-4 (patrouilleur maritime)
  - Chetverikov ARK-3 (en) (patrouilleur maritime)
  - Chetverikov MDR-6 (en) (patrouilleur maritime)
  - Iliouchine Il-2 Shturmovik (avion d'attaque, détient le record de production)
  - Iliouchine Il-4 (bombardier moyen)
  - Iliouchine Il-10 (bombardier d'attaque)
  - Iliouchine DB-3 (bombardier moyen)
  - Petlyakov Pe-2 (bombardier en piqué)
  - Petliakov Pe-8 (bombardier lourd)
  - Polikarpov R-Z (reconnaissance/bombardier léger)
  - Soukhoï Su-2 (bombardier léger)
  - Tupolev SB-bis (bombardier moyen)
  - Tupolev TB-3 (bombardier lourd)
  - Tupolev Tu-2 (bombardier moyen)

## 1946- 2012
- Canada
  - Avro Lancaster Mk.10 (patrouilleur maritime)
  - Canadair CP-107 Argus (patrouilleur maritime)
  - Lockheed CP-140 Aurora/CP-140A Arcturus (patrouilleur maritime)

- France
  - Breguet Alizé (anti sous-marins)
  - Breguet Atlantique (patrouilleur maritime)
  - Dassault Étendard VI (chasseur bombardier)
  - Dassault-Breguet Super Étendard (avion d'attaque)
  - Dassault Mirage IV (bombardier stratégique)
  - Dassault Mirage 2000N
  - Sud Aviation Vautour (chasseur bombardier)

- Pays-Bas
  - Fokker F-27 maritime (patrouilleur maritime)

- Chine
  - Harbin H-5 (bombardier moyen)
  - Q-5 Fantan (avion d'attaque)
  - Tu-4 Bull (bombardier stratégique)
  - Xian H-8 (en)
  - Xian JH-7 (chasseur bombardier)
  - Xian H-6 (bombardier moyen)

- Espagne
  - CASA CN-235MP Persuader (patrouilleur maritime)
  - HC-144A Ocean Sentry (patrouilleur maritime)
  - EADS-CASA C295 Persuader (patrouilleur maritime)

- Royaume-Uni
  - Avro Lincoln (bombardier lourd)
  - Avro Shackleton (patrouilleur maritime)
  - Avro Vulcan (bombardier stratégique)
  - Bristol Brigand (bombardier torpilleur)
  - BAC TSR-2 (frappe stratégique/prototype de reconnaissance)
  - English Electric Canberra (bombardier et reconnaissance)
  - Fairey Gannet (avion d'attaque maritime)
  - Handley Page Victor (bombardier stratégique)
  - Hawker-Siddeley Nimrod (patrouilleur maritime)
  - Short Seamew (avion d'attaque maritime)
  - Short Sperrin (bombardier stratégique) prototype
  - Vickers Valiant (bombardier stratégique)

- États-Unis
  - Boeing P-8 Poseidon (patrouilleur maritime)
  - B-36 Peacemaker (bombardier lourd)
  - B-45 Tornado (bombardier/reconnaissance)
  - Boeing B-47 Stratojet (bombardier stratégique)
  - Boeing B-50 Superfortress (bombardier stratégique)
  - Boeing B-52 Stratofortress (bombardier stratégique)
  - Martin B-57 Canberra (bombardier/reconnaissance)
  - B-58 Hustler (bombardier stratégique)
  - B-66 Destroyer (bombardier léger)
  - F-84 Thunderjet (chasseur bombardier)
  - F-84F Thunderstreak (chasseur bombardier)
  - Douglas A-1 Skyraider (avion d'attaque)
  - Douglas A-4 (avion d'attaque)
  - XB-70 Valkyrie (bombardier stratégique) prototype
  - General Dynamics F-111 (chasseur bombardier)
  - Grumman AF Guardian (anti sous-marins)
  - Grumman F9F Panther (chasseur bombardier)
  - Grumman S-2 Tracker (anti sous-marins)
  - Grumman A-6 Intruder (avion d'attaque)
  - F-117 Nighthawk (avion d'attaque furtif)
  - Lockheed P2V Neptune (patrouilleur maritime)
  - Lockheed P-3 Orion (patrouilleur maritime)
  - Lockheed S-3 Viking (anti sous-marins)
  - Martin P5M Marlin (patrouilleur maritime)
  - Martin AM Mauler (avion d'attaque)
  - North American A-5 (bombardier/reconnaissance)
  - Northrop B-2 Spirit (bombardier furtif)
  - Fairchild-Republic A-10 Thunderbolt II (avion d'attaque)
  - Rockwell B-1 Lancer (bombardier stratégique)
  - Republic F-105 Thunderchief (chasseur bombardier)
  - Vought A-7 (avion d'attaque)

- Union soviétique /  Russie
  - Beriev Be-10 (patrouilleur maritime)
  - Beriev Be-12 (patrouilleur maritime)
  - Iliouchine Il-28 (bombardier moyen)
  - Iliouchine Il-38 (patrouilleur maritime)
  - Mikoyan MiG-25 (reconnaissance/bomber)
  - Mikoyan MiG-27 (avion d'attaque)
  - Miassichtchev M-4 (bombardier stratégique)
  - Miassichtchev M-50 (bombardier stratégique) prototype
  - Soukhoï Su-7 (chasseur bombardier)
  - Soukhoï Su-17 (chasseur bombardier)
  - Soukhoï Su-24 (avion d'attaque)
  - Soukhoï Su-25 (avion d'attaque)
  - Soukhoï Su-34 (chasseur bombardier)
  - Soukhoï T-4 (bombardier stratégique) prototype
  - Tupolev Tu-4 (bombardier stratégique)
  - Tupolev Tu-14 (bombardier léger/torpilleur)
  - Tupolev Tu-16 (bombardier stratégique)
  - Tupolev Tu-22 (bombardier moyen)
  - Tupolev Tu-22M (bombardier stratégique)
  - Tupolev Tu-85 (bombardier stratégique) prototype
  - Tupolev Tu-95 (bombardier stratégique)
  - Tupolev Tu-142 (patrouilleur maritime)
  - Tupolev Tu-160 (bombardier stratégique)
  - Yakovlev Yak-26 (bombardier tactique)
  - Yakovlev Yak-28 (reconnaissance/bombardier tactique)

## En développement
- Chine
  - Chengdu J-20 (chasseur bombardier)

- Russie
  - PAK DA

- États-Unis
  - Next-Generation Bomber (en)

## Types de bombardiers
- Bomber-transport
- Bombardier en piqué
- Chasseur-bombardier
- Bombardier lourd
- Bombardier à haute altitude (en)
- Bombardier léger (en)
- Bombardier moyen (en)
- Avion de patrouille maritime
- Bombardier de Reconnaissance (en)
- Schnellbomber (Bombardier à grande vitesse)
- Bombardier furtif
- Bombardier stratégique
- Bombardier tactique (en)
- Bombardier-torpilleur

## Listes connexes
- Liste des avions de chasse
- Liste des avions de la RAF (en)
- Liste des avions chinois (en)
- Liste des avions militaires de la France (en)
- Liste des avions militaires de l'Allemagne (en)
- Liste des avions militaires de l'Union Soviétique et de la CIS (en)
- Liste des avions militaires des États-Unis